# Andreas Linde
Andreas Christopher Linde, född 24 juli 1993 i Glumslöv, är en svensk fotbollsmålvakt som spelar för BK Häcken.

## Klubbkarriär
I december 2016 förlängde Linde sitt kontrakt i Molde FK med tre år. I juli 2019 förlängde han sitt kontrakt i klubben över säsongen 2021.
Den 10 januari 2022 värvades Linde av tyska Greuther Fürth, där han skrev på ett 2,5-årskontrakt. I januari 2024 värvades Linde av BK Häcken, där han skrev på ett treårskontrakt.

## Landslagskarriär
Linde var med i Sveriges trupp vid U21-EM 2015 och representerade Sverige vid Olympiska sommarspelen 2016.